# Morti nel 1986/Settembre
| Questa pagina contiene informazioni ricavate automaticamente dalle voci biografiche con l'ausilio del template Bio e di un bot. L'aggiornamento è periodico e automatico e ricostruisce completamente la pagina. Se manca una persona in questa lista, sei pregato di non aggiungerla, ma accertati piuttosto che la sua voce biografica contenga il template Bio e che i dati anagrafici siano correttamente compilati. Se il template Bio manca, inseriscilo tu stesso o, in alternativa, metti l'avviso {{tmp\|Bio}} che ne segnala la mancanza. Se i dati riportati sono sbagliati, correggi direttamente la voce biografica; le modifiche saranno visibili in questa lista entro pochi giorni. Per chiarimenti vedi il progetto biografie. La lista contiene solo le 92 persone che sono citate nell'enciclopedia e per le quali è stato implementato correttamente il template Bio. Pagina aggiornata al 3 mar 2024. |

- 1º settembre - Erminio Bercarich, calciatore italiano (n. 1923)
- 1º settembre - Murray Hamilton, attore statunitense (n. 1923)
- 2 settembre - Luciano Fabbri, calciatore italiano (n. 1923)
- 2 settembre - Otto Glória, calciatore e allenatore di calcio brasiliano (n. 1917)
- 2 settembre - Tito Salomoni, pittore italiano (n. 1928)
- 2 settembre - Charlotte Wolff, psicologa tedesca (n. 1897)
- 3 settembre - Angiolo Bonistalli, calciatore italiano (n. 1918)
- 3 settembre - Károly Gallina, calciatore ungherese (n. 1907)
- 3 settembre - Pino Mercanti, regista e sceneggiatore italiano (n. 1911)
- 3 settembre - Benedetto Riposati, presbitero, latinista e filologo classico italiano (n. 1903)
- 3 settembre - Vittorino Veronese, politico italiano (n. 1910)
- 4 settembre - Tito Manlio Bettini, veterinario italiano (n. 1908)
- 4 settembre - Roberto Gavaldón, regista e sceneggiatore messicano (n. 1909)
- 4 settembre - Hank Greenberg, giocatore di baseball statunitense (n. 1911)
- 4 settembre - Sid Tanenbaum, cestista statunitense (n. 1925)
- 4 settembre - Walter Wanderley, pianista, organista e musicista brasiliano (n. 1932)
- 5 settembre - Neerja Bhanot, modella indiana (n. 1963)
- 5 settembre - Alfredo Rossi Vezzani, pianista italiano (n. 1906)
- 6 settembre - George Gipe, sceneggiatore e scrittore statunitense (n. 1933)
- 6 settembre - Ernest Schmidt, cestista statunitense (n. 1911)
- 6 settembre - Blanche Sweet, attrice statunitense (n. 1896)
- 7 settembre - Omar Ali Saifuddien III, sovrano bruneiano (n. 1914)
- 7 settembre - Enzo Enriques Agnoletti, partigiano e politico italiano (n. 1909)
- 7 settembre - Raimundo Infante, calciatore cileno (n. 1928)
- 8 settembre - Ferenc Hatlaczky, canoista ungherese (n. 1934)
- 8 settembre - Enrico Tullio Liebman, giurista italiano (n. 1903)
- 8 settembre - Ray Nazarro, regista, produttore cinematografico e sceneggiatore statunitense (n. 1902)
- 10 settembre - Pepper Adams, sassofonista statunitense (n. 1930)
- 10 settembre - Jake Bornheimer, cestista statunitense (n. 1927)
- 11 settembre - Valentino Cesarin, imprenditore e dirigente sportivo italiano (n. 1905)
- 11 settembre - Harry Haslam, allenatore di calcio e calciatore inglese (n. 1921)
- 11 settembre - Panagiōtīs Kanellopoulos, politico e scrittore greco (n. 1902)
- 11 settembre - Henry DeWolf Smyth, fisico, dirigente pubblico e diplomatico statunitense (n. 1898)
- 12 settembre - Ernst Haas, fotografo austriaco (n. 1921)
- 12 settembre - Jacques Henri Lartigue, fotografo e pittore francese (n. 1894)
- 12 settembre - Gerhard Rohlfs, filologo, linguista e glottologo tedesco (n. 1892)
- 12 settembre - Annibale Ruccello, drammaturgo, attore e regista teatrale italiano (n. 1956)
- 13 settembre - Oľga Borodáčová, attrice slovacca (n. 1899)
- 13 settembre - Luigi Giulotto, fisico italiano (n. 1911)
- 13 settembre - Antonio Mota, calciatore messicano (n. 1939)
- 14 settembre - Marcel Couraud, direttore di coro e direttore d'orchestra francese (n. 1912)
- 14 settembre - Ettore Paganini, pittore italiano (n. 1922)
- 15 settembre - Jaroslav Burgr, calciatore cecoslovacco (n. 1906)
- 15 settembre - Egidio Chiecchi, allenatore di calcio e calciatore italiano (n. 1899)
- 15 settembre - Virginia Gregg, attrice statunitense (n. 1916)
- 15 settembre - Giuseppe Mastromattei, prefetto italiano (n. 1897)
- 15 settembre - Freimut Stein, pattinatore artistico su ghiaccio tedesco (n. 1924)
- 15 settembre - Ramón Villaverde, calciatore uruguaiano (n. 1930)
- 16 settembre - Andrea Giuseppe Croce, marinaio e velista italiano (n. 1914)
- 17 settembre - Erich Bautz, ciclista su strada e pistard tedesco (n. 1913)
- 17 settembre - Henrik Sjögren, oculista svedese (n. 1899)
- 18 settembre - Domenico Antonio Cardone, filosofo, poeta e avvocato italiano (n. 1902)
- 18 settembre - Corita Kent, pittrice, grafica e religiosa statunitense (n. 1918)
- 20 settembre - Viktor Chochrjakov, attore sovietico (n. 1913)
- 20 settembre - Sverre Marstrander, archeologo norvegese (n. 1910)
- 21 settembre - Giuseppe Ferralasco, politico e medico italiano (n. 1929)
- 21 settembre - Wilhelm Heun, generale tedesco (n. 1895)
- 21 settembre - John Kuck, pesista statunitense (n. 1905)
- 21 settembre - Ati Soss, avvocato e compositore sloveno (n. 1930)
- 21 settembre - Pierre Wigny, politico belga (n. 1905)
- 22 settembre - József Asbóth, tennista ungherese (n. 1917)
- 22 settembre - Eric Svensson, triplista e lunghista svedese (n. 1903)
- 23 settembre - Goffredo de Banfield, aviatore austro-ungarico (n. 1890)
- 23 settembre - Ottorino Casanova, calciatore italiano (n. 1906)
- 23 settembre - Johannes-Rudolf Mühlenkamp, militare tedesco (n. 1910)
- 23 settembre - Edward Peter, nuotatore e pallanuotista britannico (n. 1902)
- 23 settembre - Ferdinando Vacchetta, politico e partigiano italiano (n. 1915)
- 23 settembre - Claudio Vender, architetto italiano (n. 1904)
- 24 settembre - Maurice Delvart, velocista francese (n. 1899)
- 25 settembre - Nikolaj Nikolaevič Semënov, chimico e fisico sovietico (n. 1896)
- 26 settembre - Wilson Faumuina, giocatore di football americano samoano americano (n. 1954)
- 26 settembre - Hugh Franklin, attore statunitense (n. 1916)
- 26 settembre - Brian Desmond Hurst, regista britannico (n. 1895)
- 26 settembre - Noboru Terada, nuotatore giapponese (n. 1917)
- 27 settembre - Cliff Burton, bassista statunitense (n. 1962)
- 27 settembre - Yvan Daniel, scrittore francese (n. 1909)
- 27 settembre - Francisco Garate, calciatore spagnolo (n. 1916)
- 27 settembre - Giuseppe Ghedina, fondista italiano (n. 1898)
- 27 settembre - Germano Pattaro, presbitero e teologo italiano (n. 1925)
- 28 settembre - Carmen De Rue, attrice statunitense (n. 1908)
- 28 settembre - Robert Helpmann, ballerino, attore e coreografo australiano (n. 1909)
- 28 settembre - Hazdayi Penso, cestista turco (n. 1914)
- 28 settembre - Luigi Serenthà, presbitero e teologo italiano (n. 1938)
- 28 settembre - Aleksandr Aronovič Stolbov, regista cinematografico sovietico (n. 1920)
- 28 settembre - Tao Jin, attore, regista e sceneggiatore cinese (n. 1916)
- 28 settembre - Glauco Vanz, calciatore italiano (n. 1920)
- 29 settembre - Lilian Hamilton Jeffery, archeologa e epigrafista britannica (n. 1915)
- 29 settembre - Helmut Qualtinger, attore, scrittore e drammaturgo austriaco (n. 1928)
- 30 settembre - Giampaolo Bernagozzi, regista e critico cinematografico italiano (n. 1926)
- 30 settembre - Nicholas Kaldor, economista ungherese (n. 1908)
- 30 settembre - Laurier Lister, commediografo, attore e regista teatrale britannico (n. 1907)
- 30 settembre - Ben Dova, attore, circense e comico statunitense (n. 1905)